# Allergan, Inc.
Allergan, Inc. war ein international tätiges US-amerikanisches, börsennotiertes Pharmazieunternehmen und ein Vorgängerunternehmen der Allergan Plc (seit 2020 selbst vom Konkurrenten AbbVie übernommen).
Allergan wurde 1950 gegründet und hatte seinen Hauptsitz in Irvine, Kalifornien.
Zu den Pharmazieprodukten von Allergan gehören Botox, Acular, Levobunolol, Alocril, Prevage, Avage und Tazorac.
Insbesondere das neurologische Produkt Botox ist weltweit sehr bekannt. Unter der Marke Botox Cosmetic und Vistabel wird das Produkt in der Gesichtshautpflege bei Falten eingesetzt.
Im März 2006 erwarb Allergan das Unternehmen Inamed, um ein weltweit führendes Unternehmenssystem in der Gesichts- und Brustästhetik zu bilden.
Im April 2014 gab Valeant seine Übernahmeabsichten für Allergan bekannt. Ende Mai 2014 erhöhte Valeant sein Angebot nochmals.
2015 übernahm das irische Unternehmen Actavis das Unternehmen und benannte sich selbst in Allergan um.